# Orchistomella graeffei
Orchistomella graeffei är en nässeldjursart som först beskrevs av Neppi och Stiasny 1911.  Orchistomella graeffei ingår i släktet Orchistomella och familjen Melicertidae. Inga underarter finns listade i Catalogue of Life.